# Joanna Hogg
Joanna Hogg (Londres, 20 de março de 1960) é uma cineasta e roteirista britânica.